# Moder Natt
Moder Natt är en roman av Kurt Vonnegut. Den kom ut 1961 och är ett av författarens mörkare verk.
Romanen har sin skådeplats i ett fängelse i Jerusalem, där berättaren introducerar sig själv med orden:
"Mitt namn är Howard J. Campbell Jr. Jag är amerikan till födseln, anses vara nazist och tenderar själv mot statslöshet. Jag skriver denna bok 1961."
Campbell berättar att han värvades av amerikanska säkerhetstjänsten 1938 och placerades i Tyskland som propagandist under den täckmantel som hans tyska fru kunde ge honom. Eftersom USA inte erkänner honom som agent väntar han nu på att ställas inför rätta för krigsbrott under andra världskriget i Israel.
Berättelsen fokuserar på hur Campbell drev sin verksamhet som pjäsförfattare under kriget i Tyskland, och kända tyska dignitärer inom krigsmaktens propagandafunktion passerar revy. I Moder natt flätar Vonnegut en skicklig väv av historiska fakta och personliga reflektioner. Resultatet blir en samtidssatir där Adolf Hitler påstås bedöma Gettysburgstalet som "ett utmärkt stycke propaganda", och Vonneguts poäng är tydlig: Att se behöver inte vara att tro.
Boken kan ses som ett första steg mot Vonneguts mästerverk Slakthus 5, och författarens antikrigslinje är tydlig boken igenom.